# Sadi Eldem

Dr. Muhammad Sabir stellt Sadi Eldem (rechts) Dr. Ishtiaq Hussain Qureshi (links) vor (1964)

Sadi Eldem (vollständig Osman Sâdi Eldem; * 10. April 1910 in Marseille; † 15. Januar 1995 in Istanbul) war ein türkischer Diplomat.

## Leben
Sadi Eldem war das jüngste Kind von İsmail Hakkı (Eldem), zur Zeit seiner Geburt osmanischer Generalkonsul in Marseille, und seiner Frau Azize Hanım. Azize Hanım war eine Tochter des Numismatikers İsmail Galib Bey (1848–1895) und Enkelin des Großwesirs İbrahim Edhem Pascha (1813–1893). Sein Bruder war der Architekt Sedad Hakkı Eldem (1908–1988).
Er besuchte das Galatasaray Lisesi und studierte anschließend Jura an der Universität Istanbul. 1940 wurde er an der Universität Paris promoviert.
1940 trat er in das türkische Außenministerium ein. Von 28. Januar 1955 bis 21. April 1960 war er Botschafter in Genf. Vom 1. August 1962 bis 12. November 1964 war er Botschafter in Karatschi. 1968 war Eldem Generalsekretär im türkischen Außenministerium. Von 1969 bis 1972 war er Botschafter in Madrid. Von 27. November 1972 bis 10. April 1975 war er Botschafter in Teheran.
Sadi Eldem war seit 1949 mit der osmanischen Prinzessin Rana Killigil Hanımsultan (* 25. Februar 1926 in Paris; † 14. April 2008 in Istanbul) verheiratet. Ihr Sohn ist der Historiker Edhem Eldem (* 1960).
| Vorgänger    | Amt                                                                               | Nachfolger         |
| ------------ | --------------------------------------------------------------------------------- | ------------------ |
| Sirat Halulu | Botschafter der Republik Türkei in Genf 28. Januar 1955 bis 21. April 1960        | Sadun Terem        |
| Taha Carım   | Botschafter der Republik Türkei in Islamabad 1. August 1962 bis 12. November 1964 | Şinasi Orel        |
| Adnan Kural  | Botschafter der Republik Türkei in Madrid 1969 bis 1972                           | Zeki Kuneralp      |
| Namık Yolga  | Botschafter der Republik Türkei in Teheran 27. November 1972 bis 10. April 1975   | Rahmi Gümrükçüoğlu |